# سیارک ۱۷۳۵۶

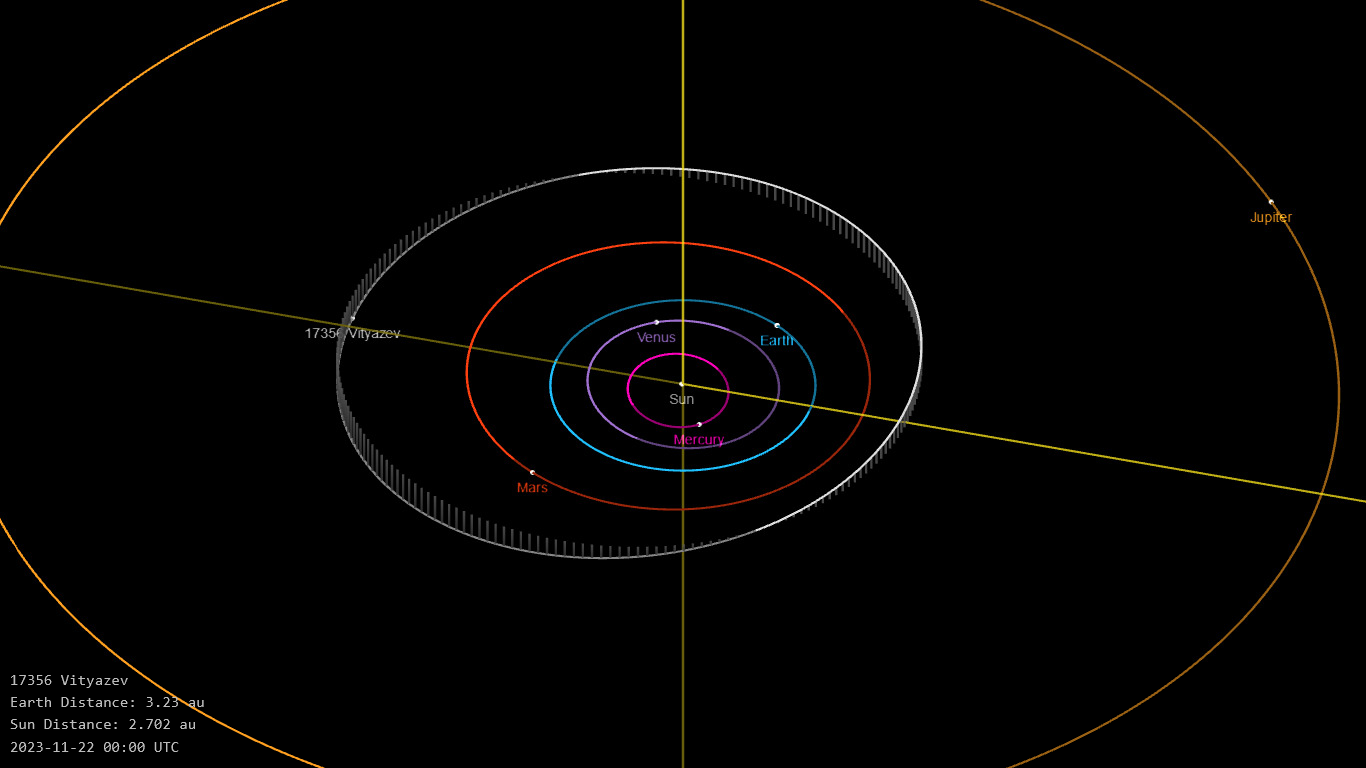
نمایی از محل قرارگیری سیارک ۱۷۳۵۶ در مدار – ۲۰۲۳

سیارک ۱۷۳۵۶ (به انگلیسی: 17356 Vityazev، نامگذاری:1978PG4) هفده هزار و سیصد و پنجاه و ششمین سیارک کشف شده‌است که در ۹ اوت ۱۹۷۸ کشف شد.
قدر مطلق سیارک برابر ۱۷.۸ است.